# Hello Neighbor 3
Hello Neighbor 3 (abreviado como HN3) es un próximo videojuego sandbox y de simulación inmersiva desarrollado por Eerie Guest Studios y distribuido por tinyBuild. Será la tercera entrega principal de la saga de videojuegos Hello Neighbor. El juego fue concebido originalmente como un título multijugador, bajo el nombre en clave RBO (acrónimo de Raven Brooks Online), aunque esta dirección cambió a finales de 2024.

## Desarrollo

### Desarrollo inicial
El desarrollo de Hello Neighbor 3 comenzó a finales de 2023. Nikita Kolesnikov, creador de la franquicia, regresó tras dos años de descanso debido a desgaste profesional, ya que había trabajado sin interrupciones desde el primer juego hasta la alfa 1.5 del segundo título.
El juego fue inicialmente planteado como multijugador competitivo. La jugabilidad consistía en que un grupo de jugadores, en el rol de intrusos, debía ingresar en viviendas protegidas por otros jugadores (los protectores), con el objetivo de robar la mayor cantidad posible de dinero y escapar antes de la llegada de la policía. Los protectores, por su parte, debían impedir el robo y proteger sus pertenencias.
Esta versión fue anunciada oficialmente el 31 de enero de 2024.
Durante los meses posteriores, no se publicaron versiones jugables de esta etapa multijugador del proyecto, aunque se anunciaron características en desarrollo como la personalización de casas y personajes. Posteriormente, el enfoque del juego cambió de un formato PvP a uno PvE.

### De multijugador a un solo jugador
A finales de 2024, la dirección del juego cambió, transformándose en un título para un solo jugador, debido a las dificultades técnicas y falta de experiencia de los desarrolladores con títulos multijugador

### Anuncio oficial
El 10 de noviembre de 2024, el juego fue anunciado oficialmente como Hello Neighbor 3, durante una transmisión en directo del episodio final de la segunda temporada de la adaptación animada del videojuego. En dicho evento comenzó un diario de desarrollo en el que Nikita Kolesnikov explicó el desarrollo temprano del juego, la transición a un título para un solo jugador, y el argumento principal del mismo. 
También se activó la página oficial en Steam, donde se publicaron las primeras imágenes y una descripción detallada del juego. 

### Prototipos

#### Prototipo 1
El 27 de febrero de 2024, se publicó el segundo diario de desarrollo, en el que se abordaron aspectos del mundo y los personajes del juego. Raven Brooks, el escenario principal, está basado en un pueblo donde Nikita Kolesnikov pasó sus veranos de infancia. La estética del juego se centra en lo "inquietante": la sensación de estar en un pueblo aparentemente normal pero extraño y familiar al mismo tiempo.
Se reveló también el nuevo diseño del antagonista principal de la saga, Theodore Peterson. El juego utilizará el sistema GOAP (Goal-Oriented Action Planning) para los comportamientos de los personajes, y se explicó cómo funciona y cómo se implementará. Al final del vídeo, se anunció la disponibilidad del primer prototipo para su prueba.

#### Prototipo 2
El segundo prototipo fue lanzado el 27 de mayo de 2025, durante el tinyBuild Connect 2025, el evento de presentación del editor. Este prototipo es una versión más avanzada del prototipo 1, con un nuevo mapa, mecánicas, objetos, mejoras y un objetivo final. 